# Zoo di Sofia

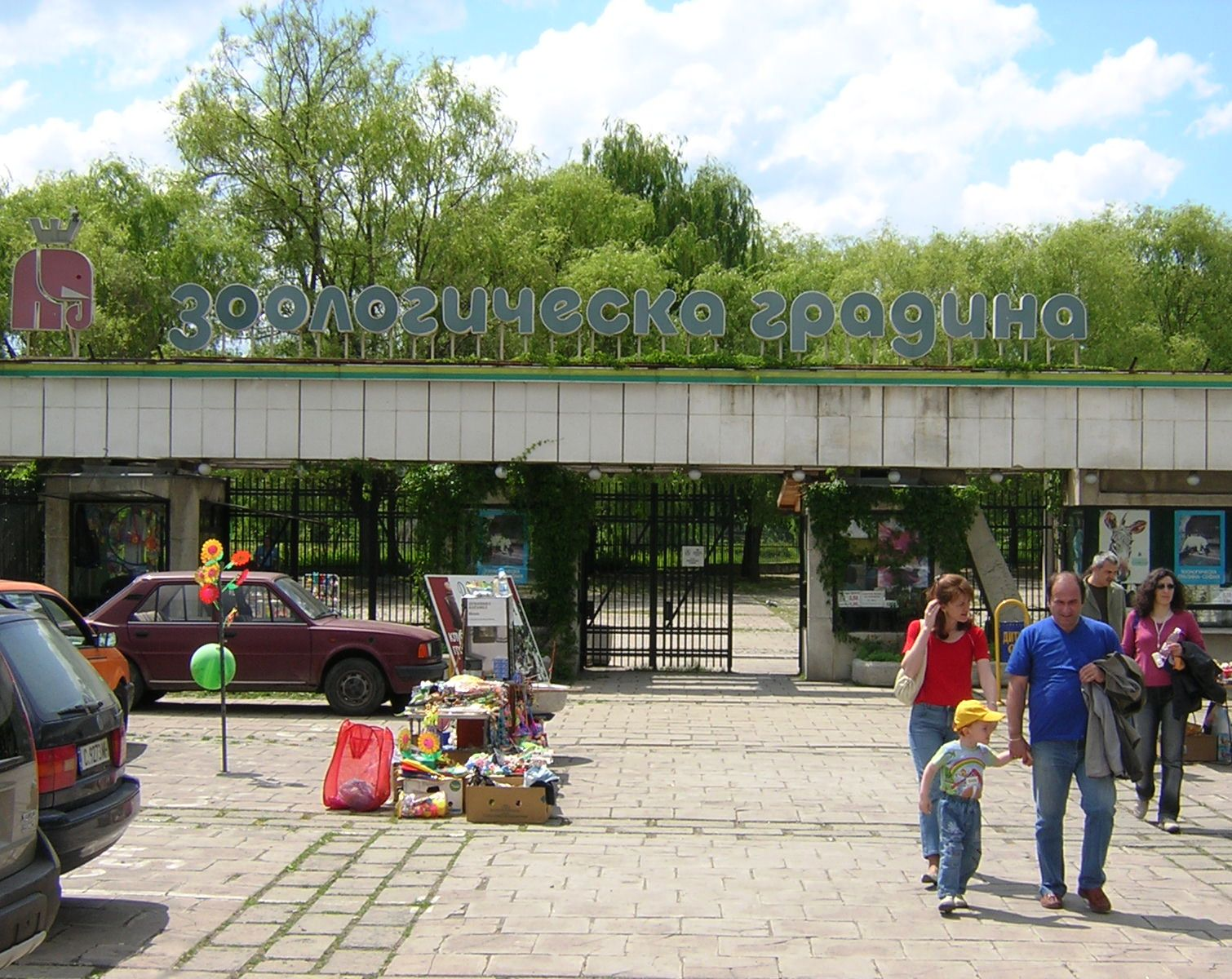
L'entrata esterna

Lo zoo di Sofia a Sofia, capitale della Bulgaria, è stato fondato con regio decreto il 1º maggio 1888 ed è il più antico e il più grande giardino zoologico della Bulgaria. Si estende su 36 ettari e da marzo 2006 ha ospitato 1.113 animali di 244 specie.
Lo zoo ha iniziato ad utilizzare a gennaio 2012, successivamente alla sponsorizzazione della Wikimedia Foundation, i codici QRpedia nei cartelli informativi per i visitatori dello zoo diventando il primo giardino zoologico al mondo ad utilizzarli.

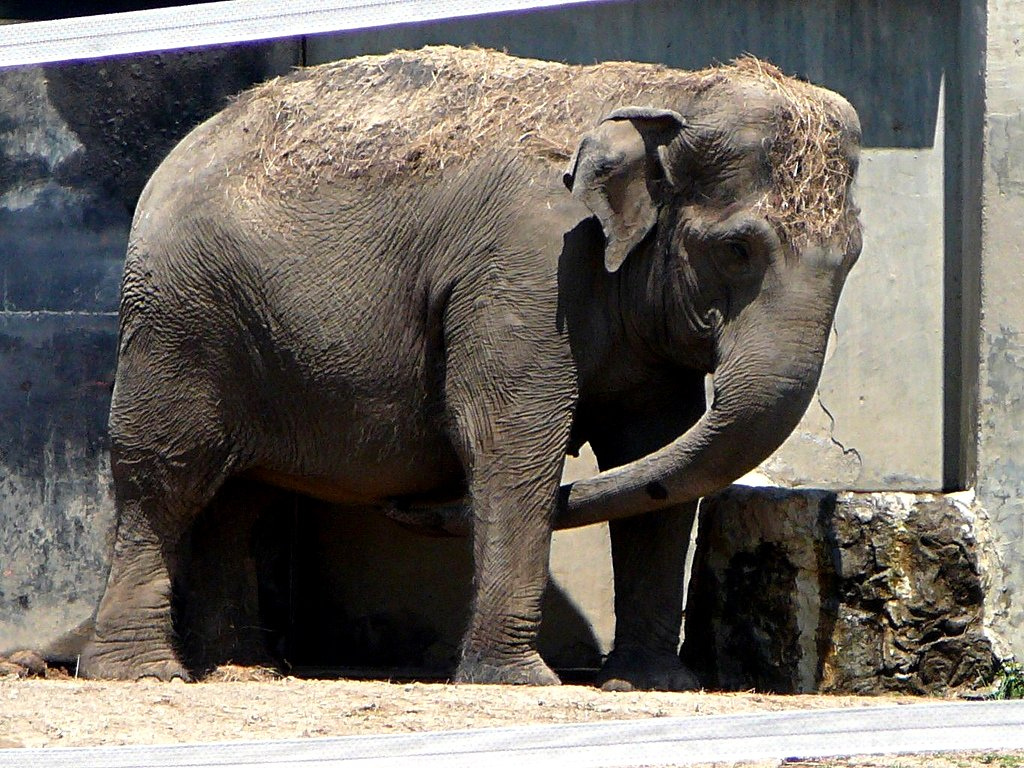
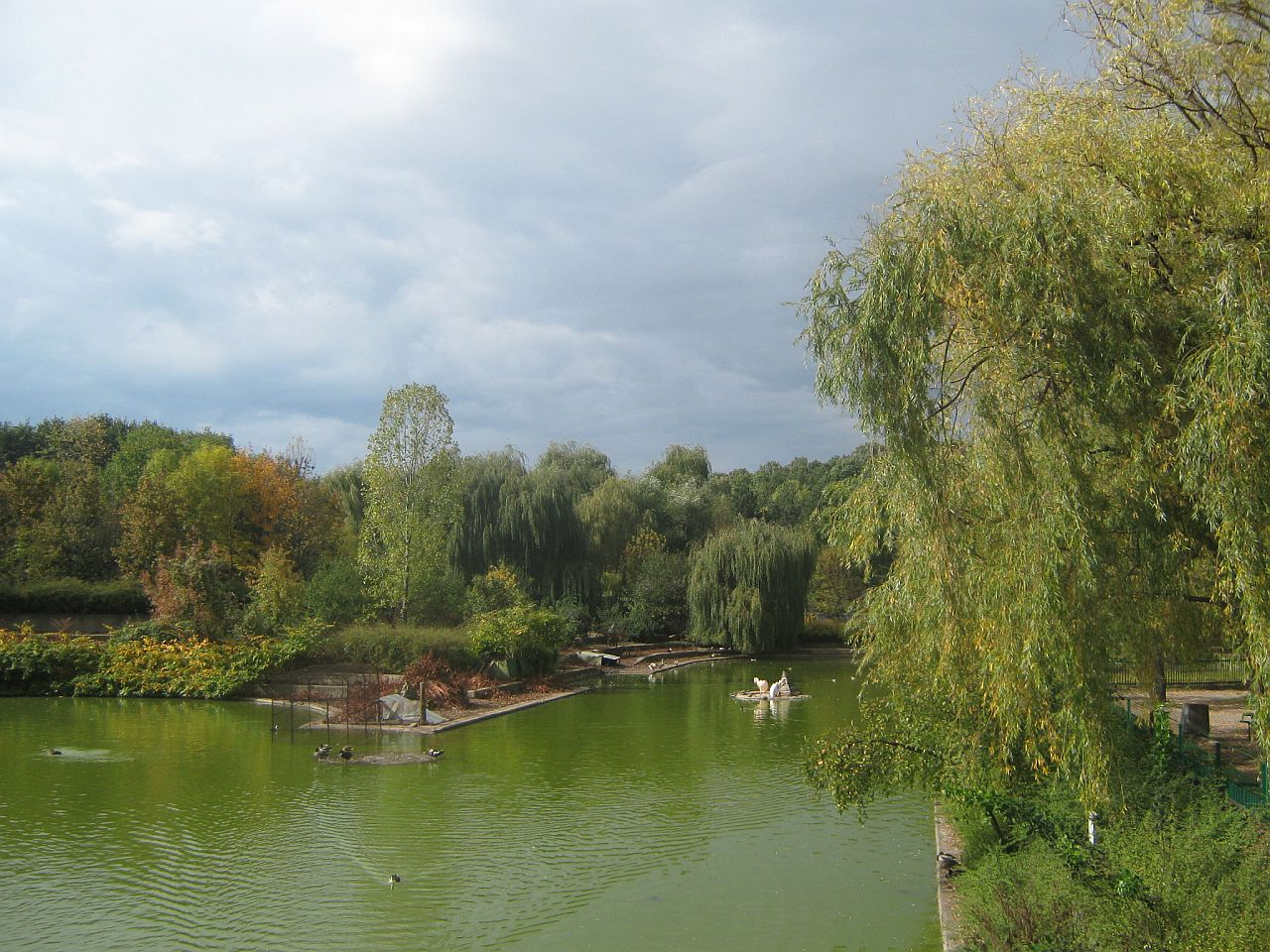
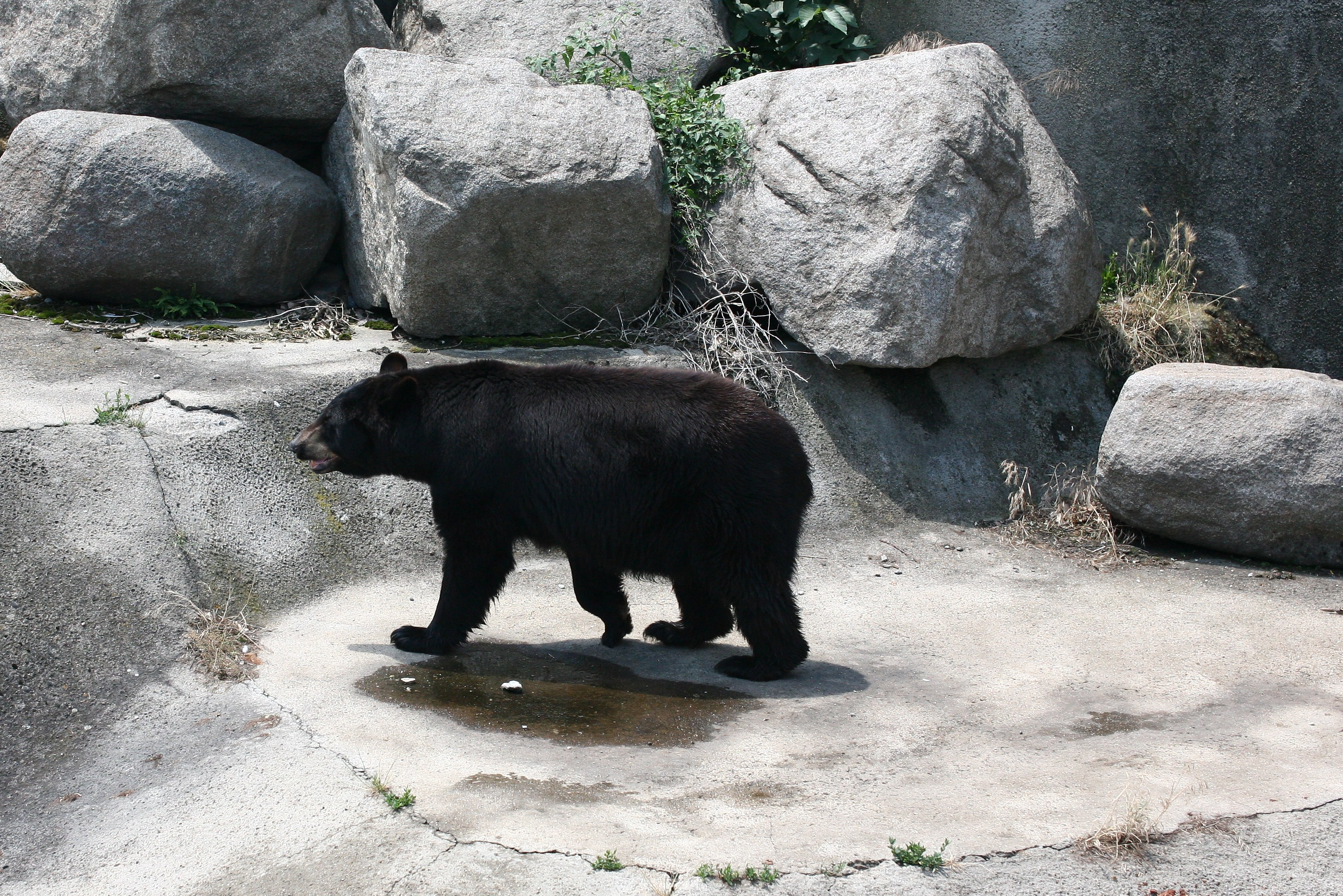
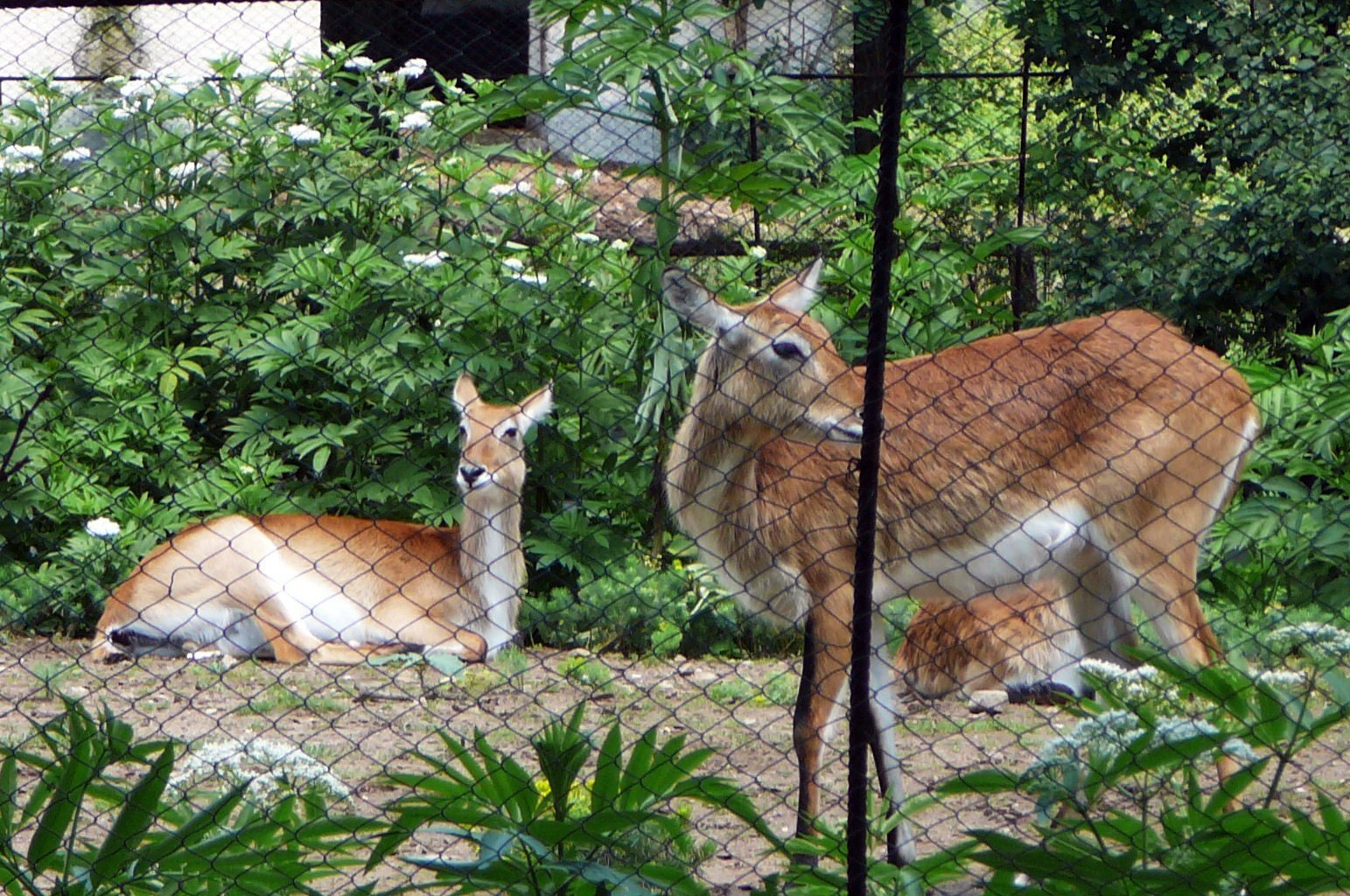
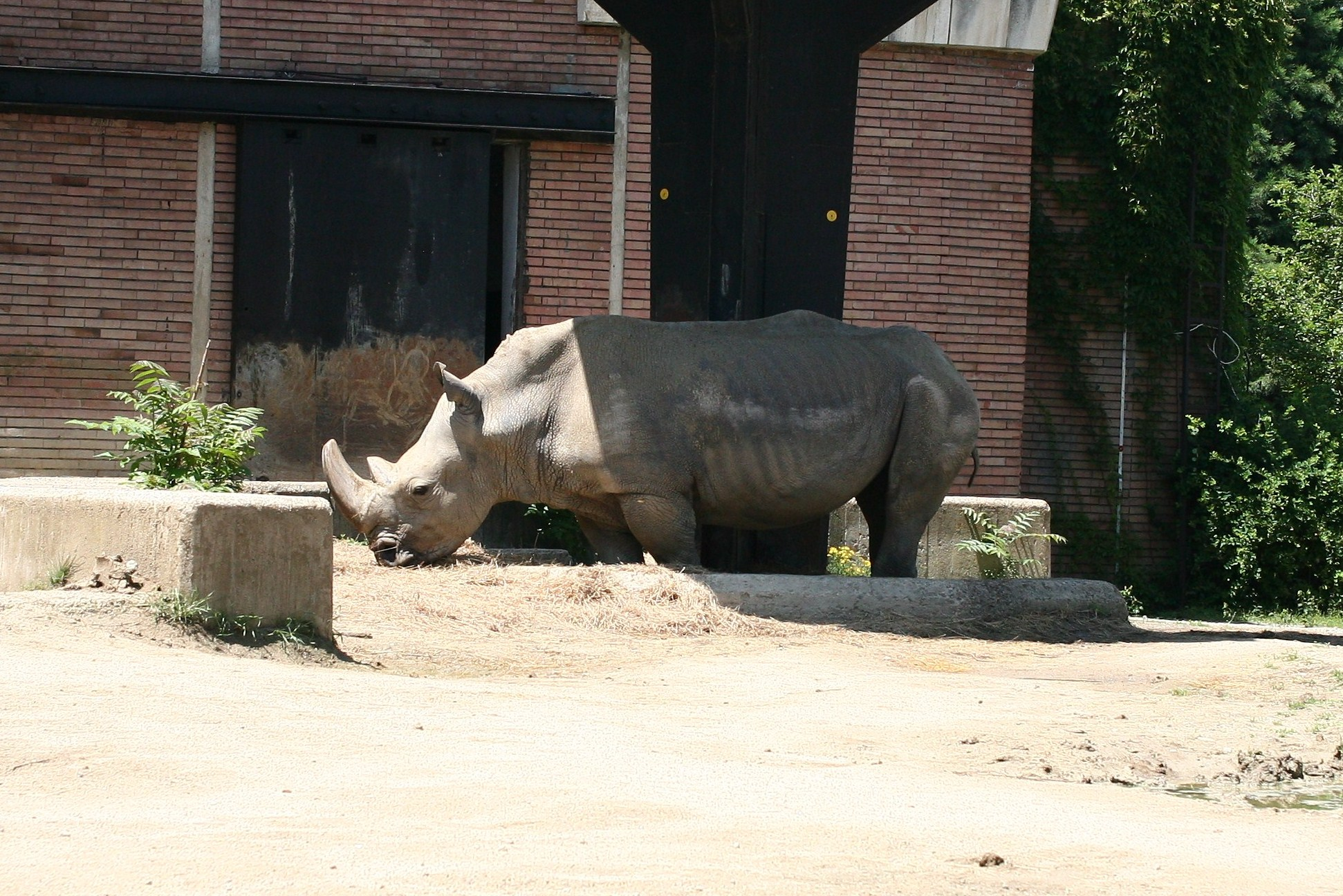
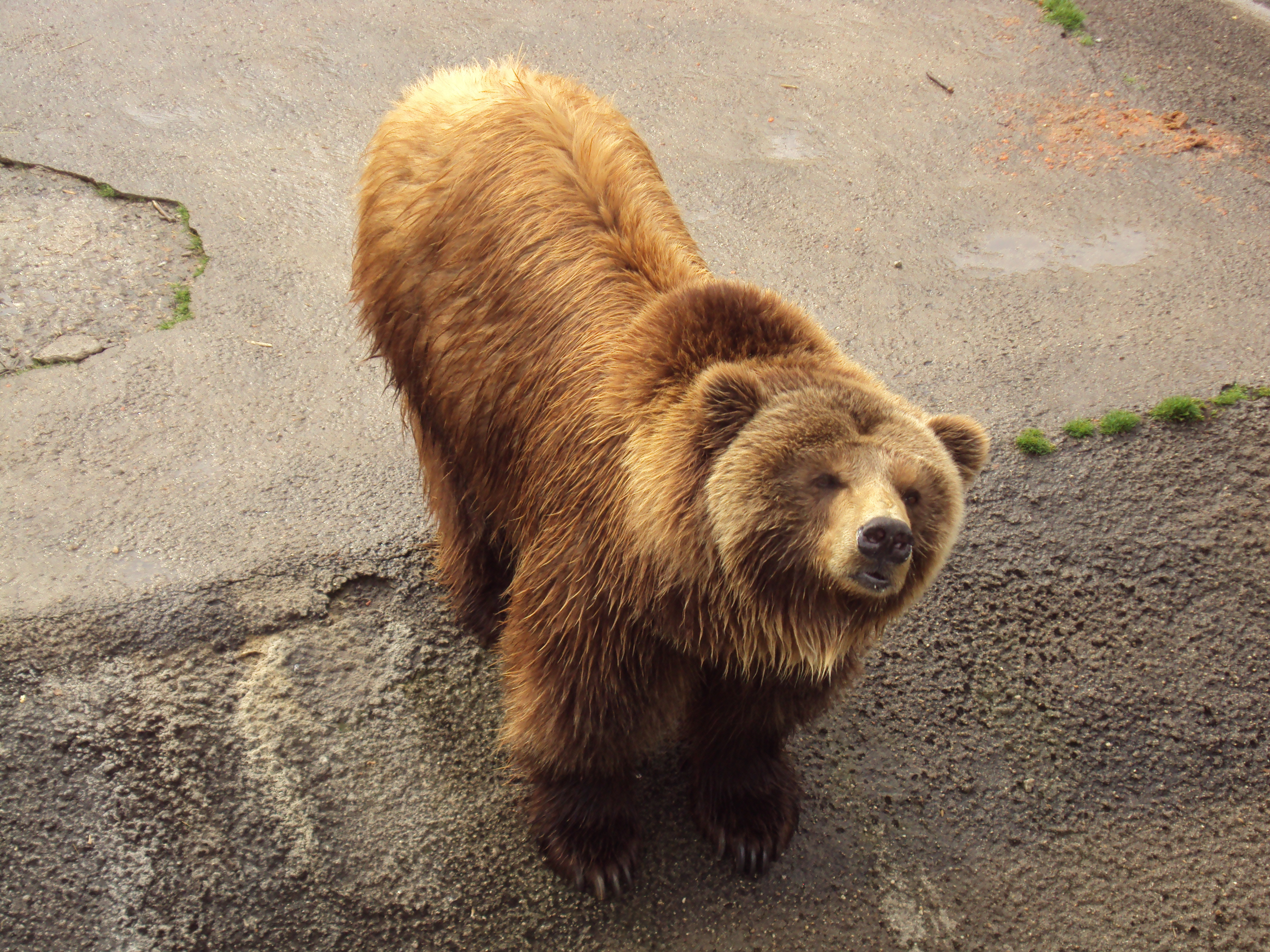
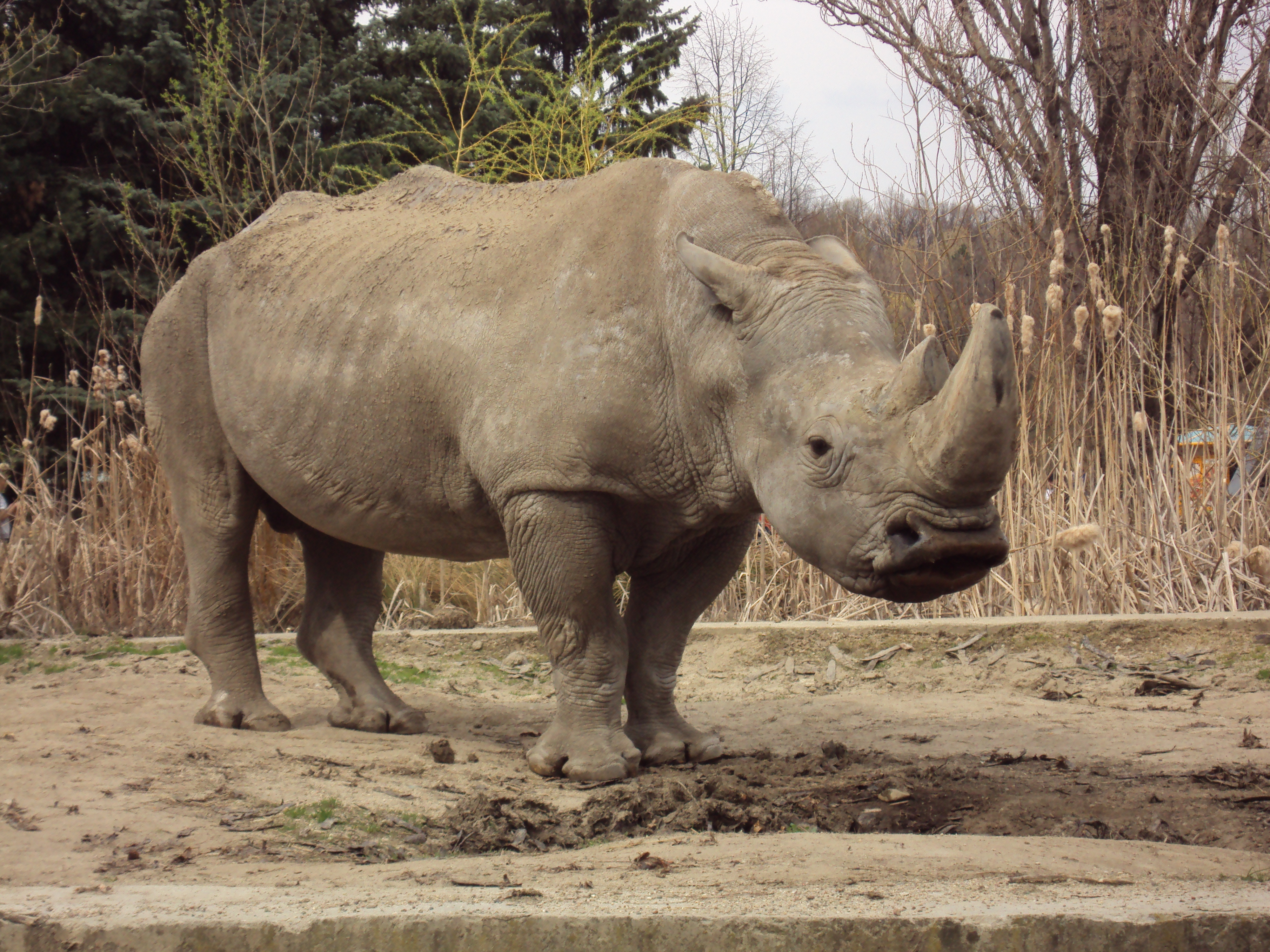
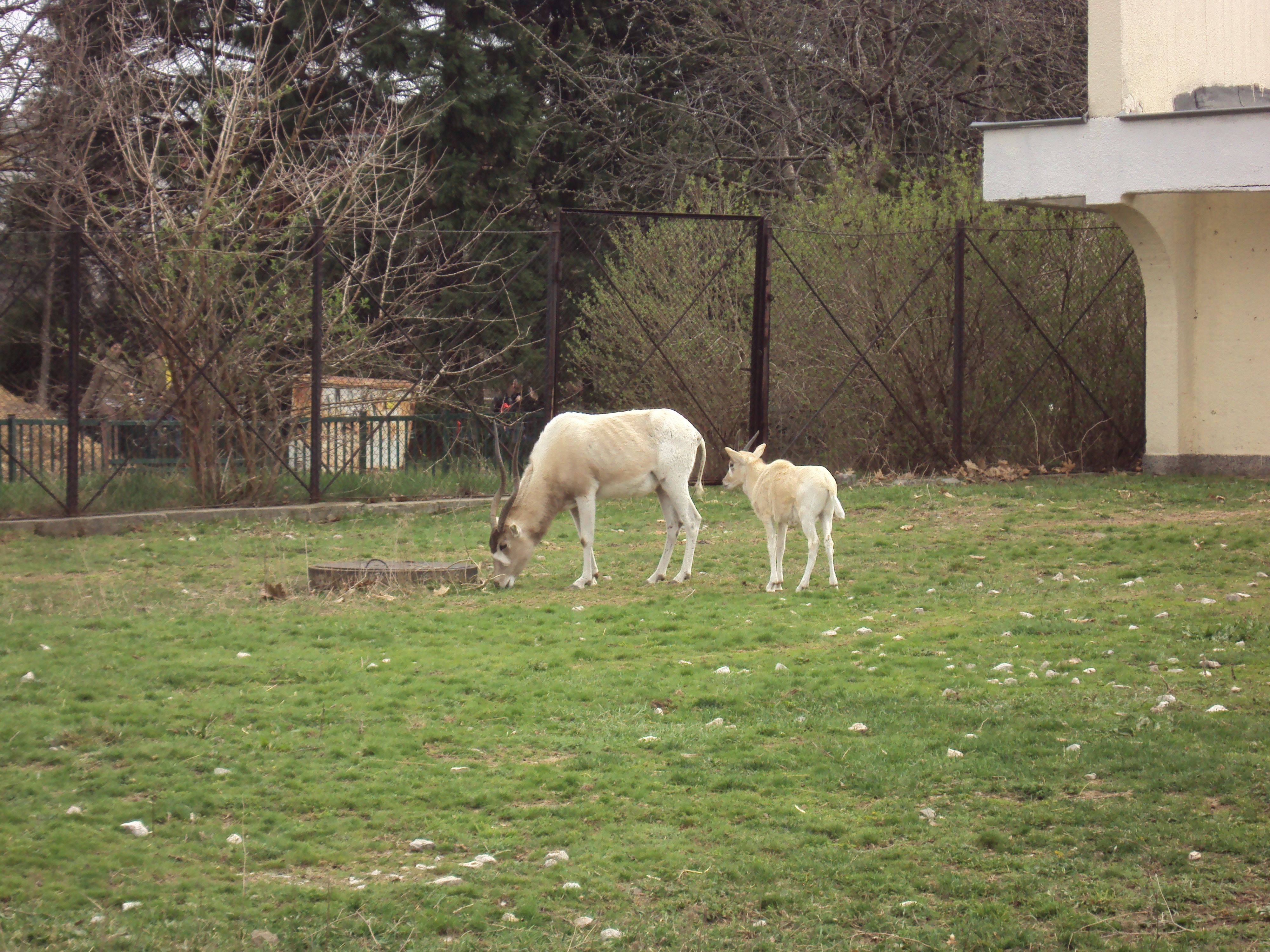
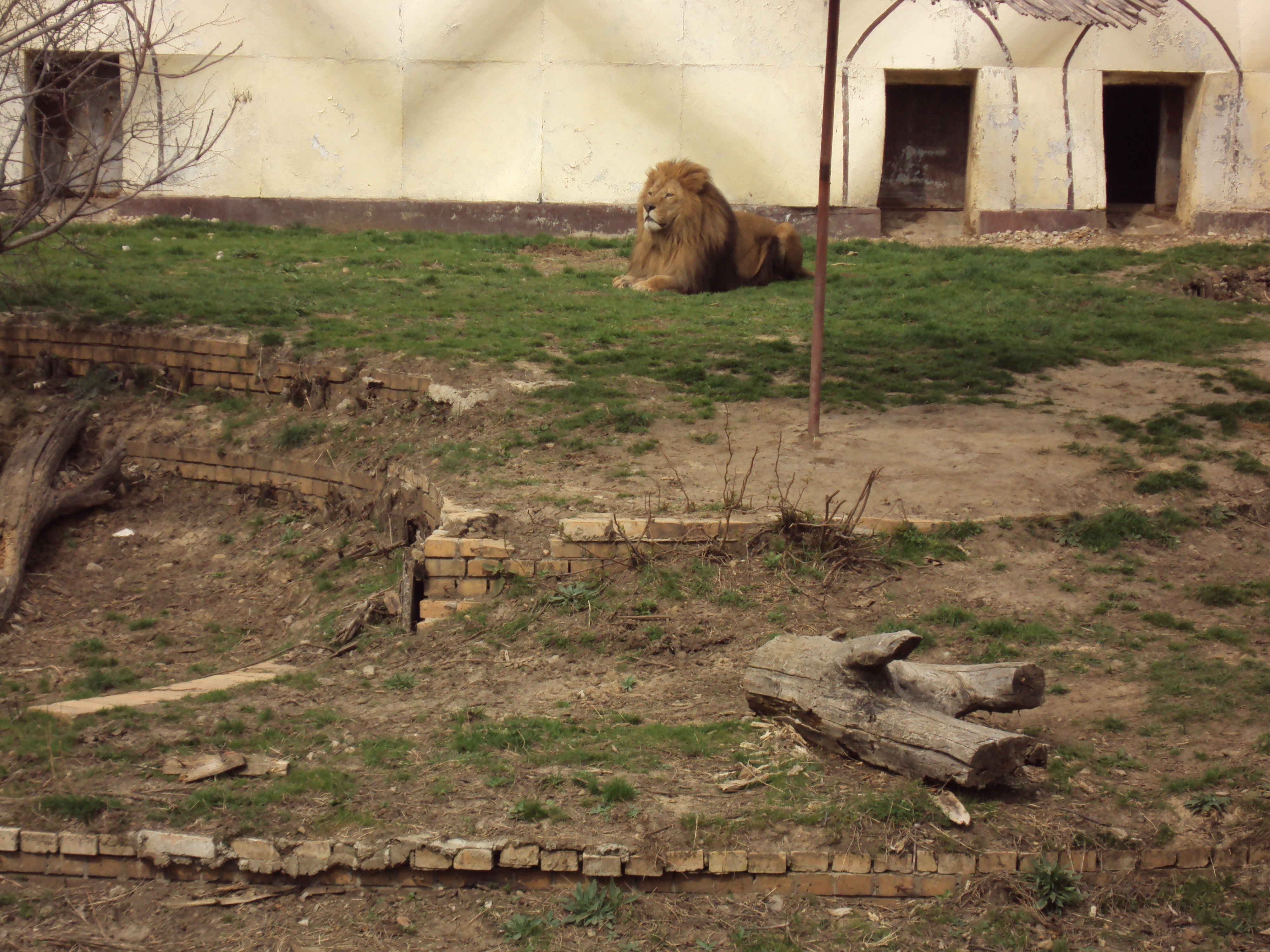
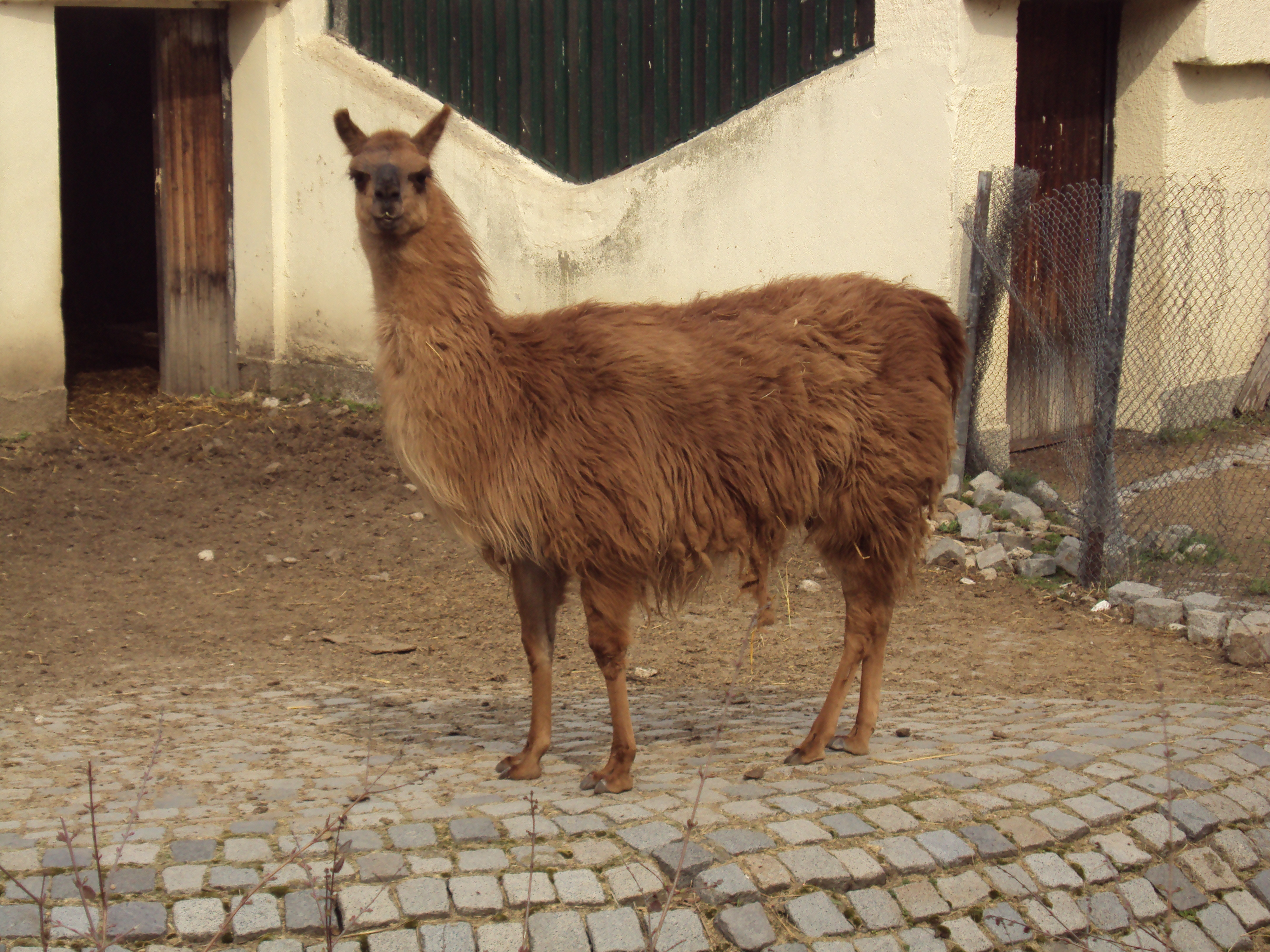
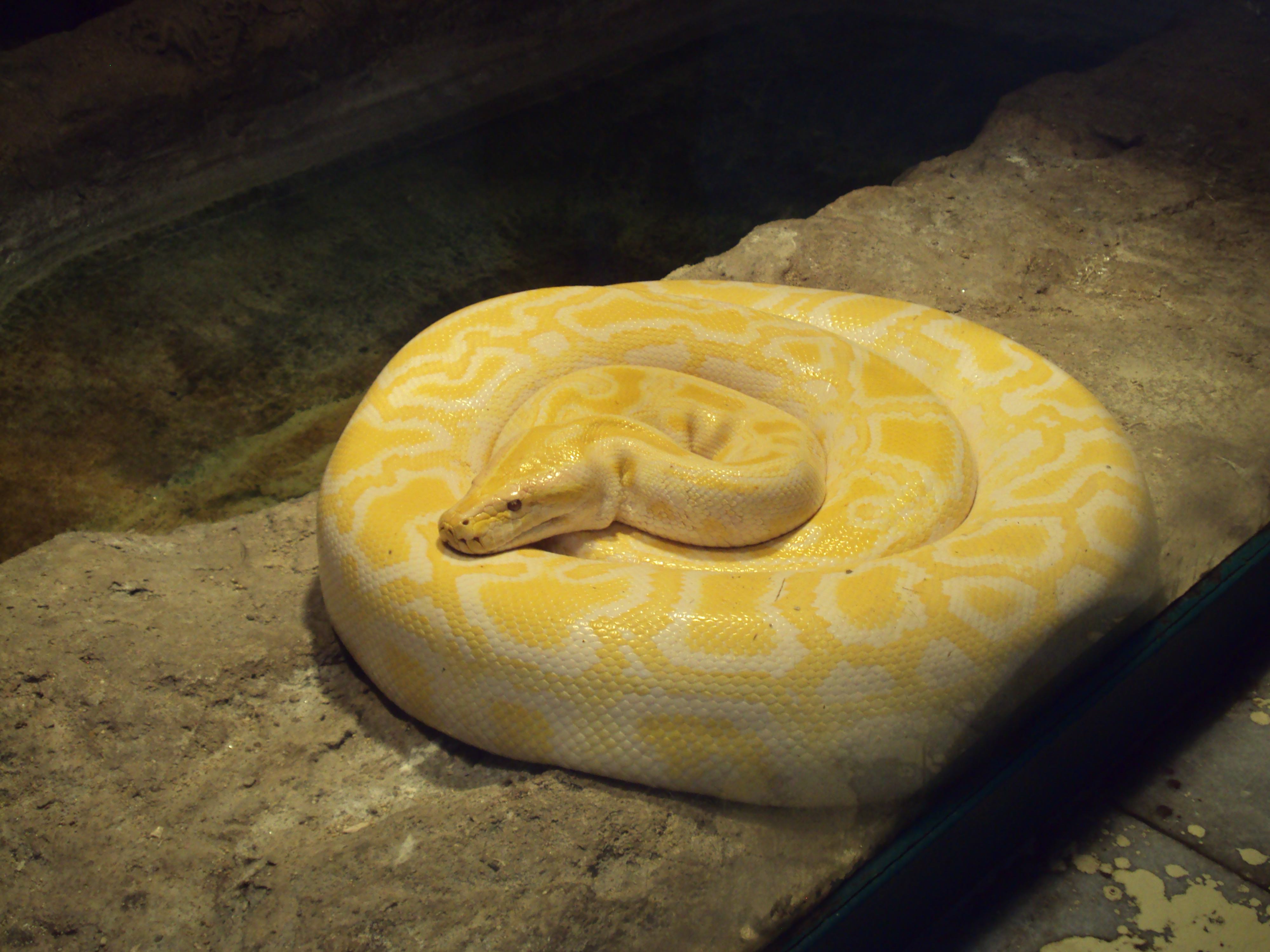
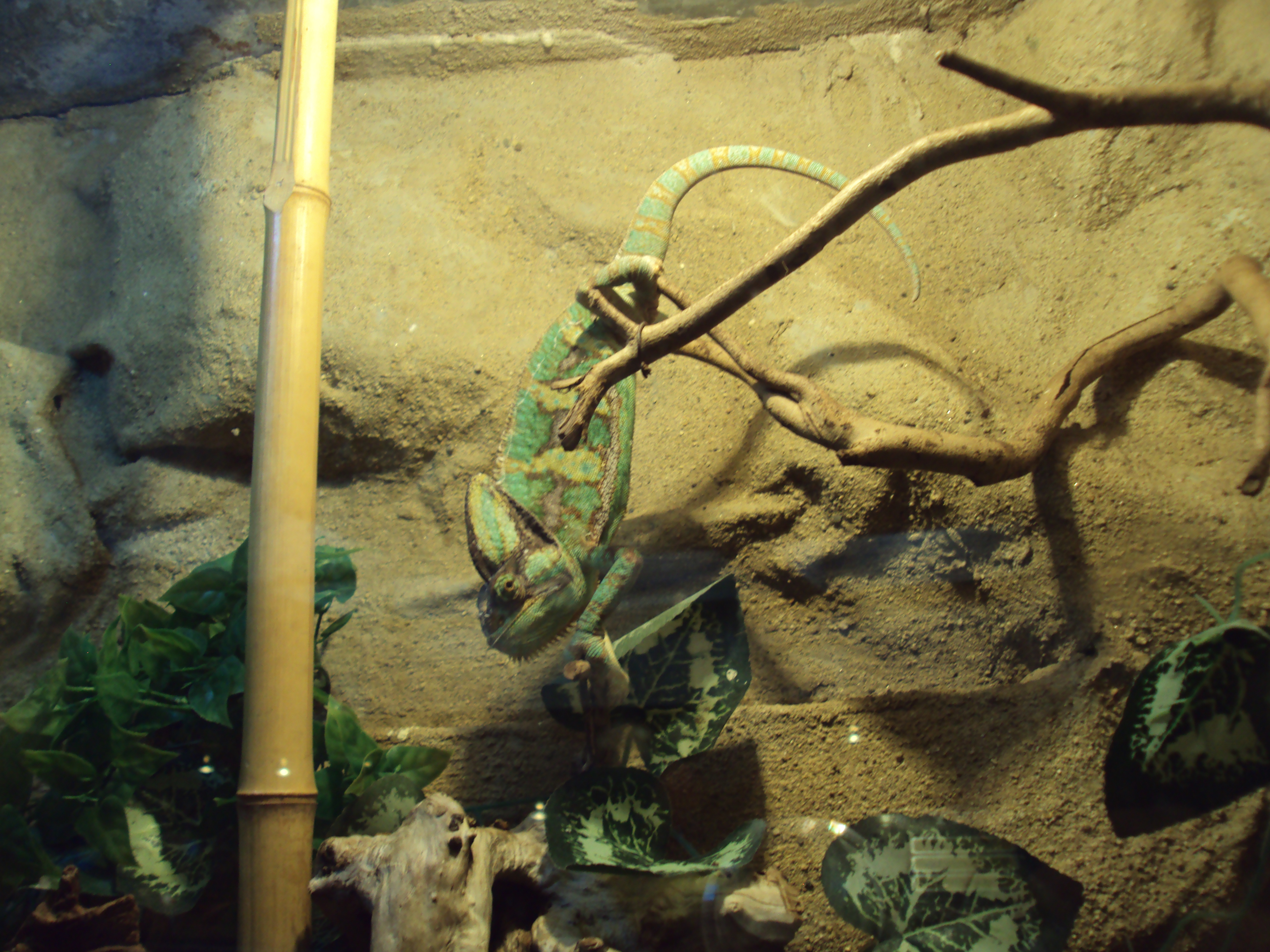
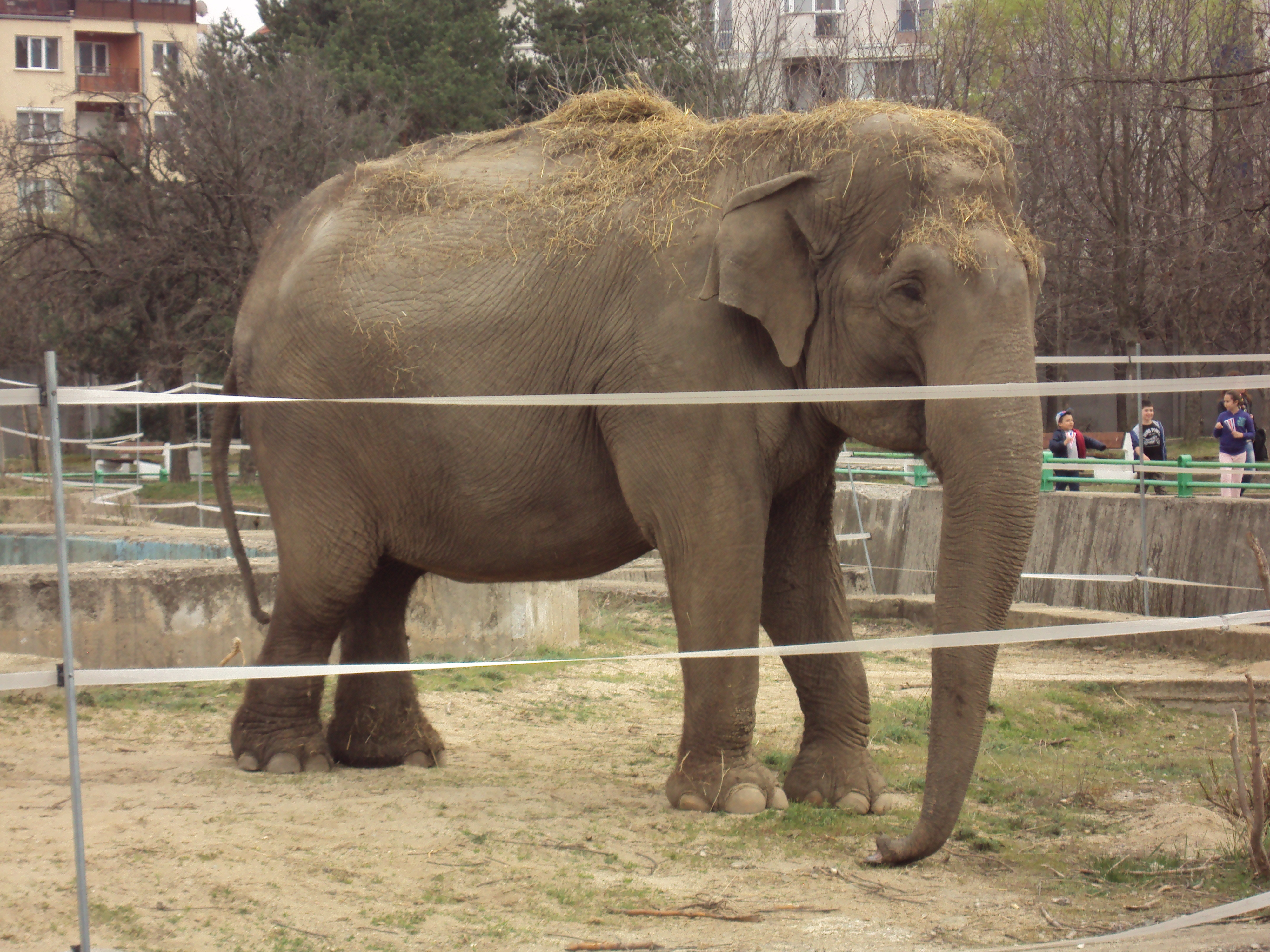

## Storia

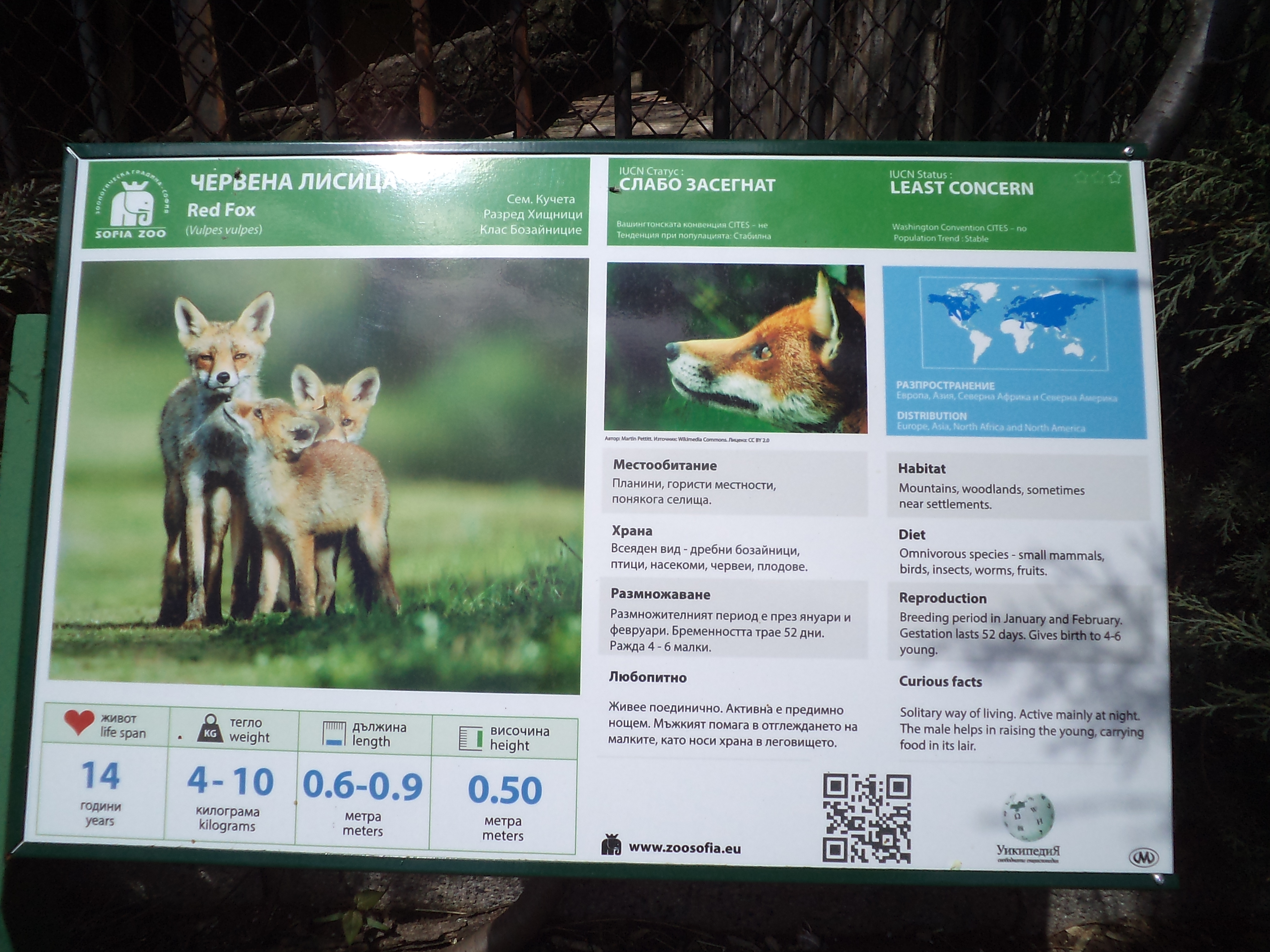
Infopannello riguardante le Volpi con un QRpedia affisso che rimanda alla voce.